# 바르샤바 방벽

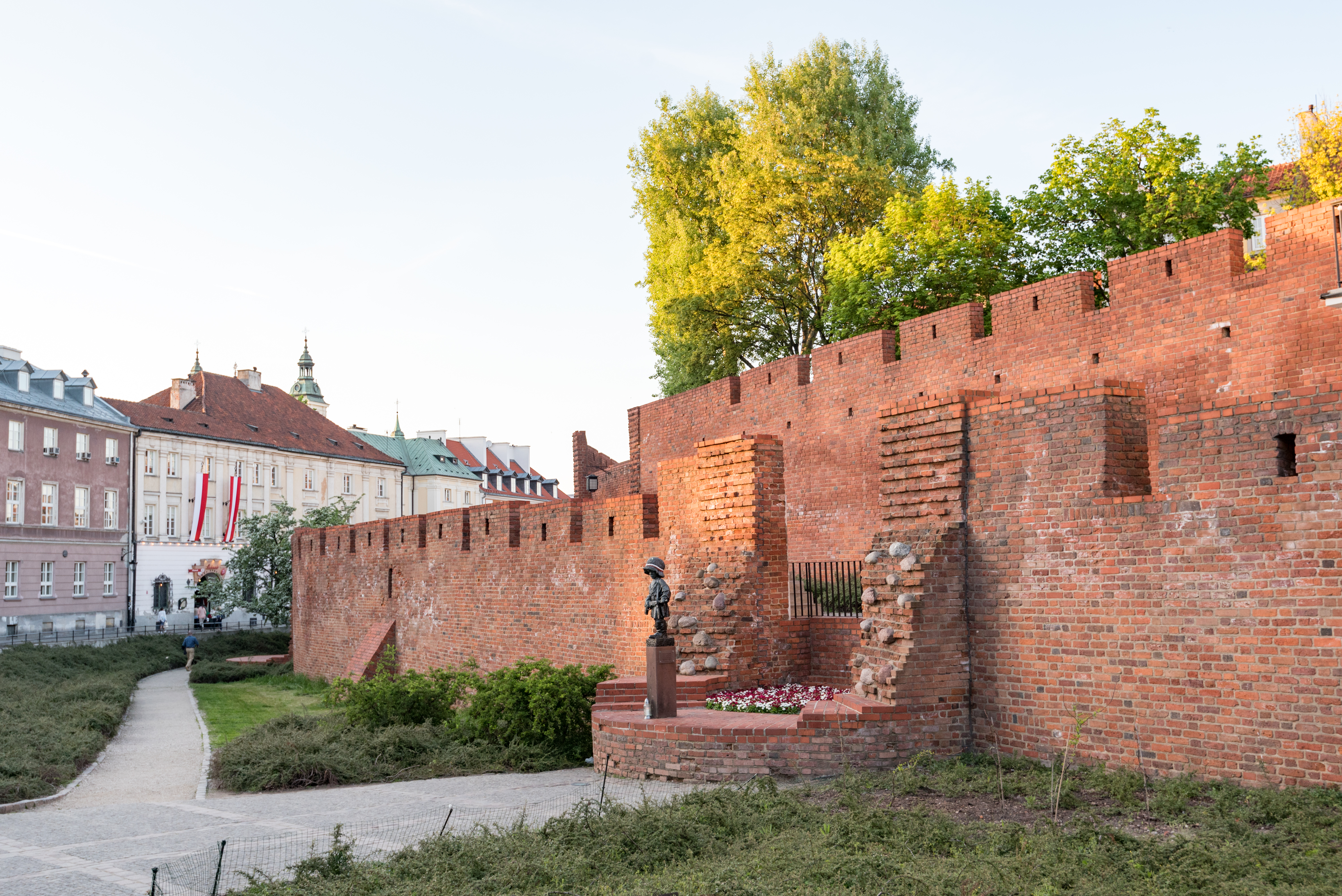
바르샤바 방어벽

바르샤바 방벽(폴란드어: Mury obronne Warszawy)은 폴란드 마조프셰주 바르샤바에서 구시가지를 둘러싼 방벽이다. 방어벽은 내성과 외성, 두 개의 성벽으로 이루어져 있으며, 도시 주변에는 여러 개의 문이 있다. 원래 13세기에서 16세기 사이에 건설되었으며, 1950년에서 1963년 사이에 부분적으로 재건되었다. 요새의 가장 잘 보존된 부분은 포드발레 거리와 평행하게, 바르샤바 왕궁에서 바르샤바 바르바칸, 그리고 더 나아가 비스와강둑까지 이어지는 부분이다.

## 역사
첫 번째 성벽의 건설 공사는 1280년경에 시작되었을 것으로 추정된다. 실제로 1,200미터(3,900피트) 길이의 성벽이 8.5헥타르의 표면을 둘러싸고 있었다. 요새에는 수많은 탑과 망루가 포함되었으며, 대부분은 직사각형 모양이었다. 내부 고리는 1339년 이전에 지어졌다. 1379년, 특권의 결과로 야누시 1세 대공은 마을 사람들이 성벽의 유지 관리를 담당하도록 했다. 전체 건축물은 4미터(13피트) 깊이의 해자로 둘러싸여 있었다.
바르바칸은 베네치아의 얀 밥티스트가 설계하여 1548년에 건설되었다. 도시 요새 중 가장 최근에 건설된 방어벽으로, 신시가지와 구시가지를 나눈다. 오늘날에는 주요 관광 명소이자 야외 미술관으로 사용되고 있다. 16세기에는 현대전에도 대비하여 잘 정비되어 있었다.